# Rodrigo de Gásperi
Rodrigo de Gásperi (São Paulo, 26 de fevereiro de 1978 — São Paulo, 27 de janeiro de 1992) foi um garoto brasileiro que tornou-se notório por ter sido a primeira vítima fatal de que se tem notícia decorrente de conflitos dentro de um estádio de futebol no Brasil. No dia 23 de janeiro de 1992, ele foi atingido por uma bomba caseira atirada na torcida onde estava para assistir, no Estádio Nicolau Alayon, a uma partida entre o São Paulo e o Corinthians, válida pela semi-final da Copa São Paulo de Futebol Junior daquele ano. Após 4 dias internado, ele, que tinha apenas 13 anos, não resistiu aos ferimentos e, vencido por seis traumatismos cranianos e uma lesão cerebral, veio a falecer.
Na época, a polícia chegou a prender um suspeito, conhecido como "Gordo do ABC", membro de uma torcida do São Paulo. Sem provas, entretanto, ele acabou solto pela polícia, que não conseguiu encontrar depois um culpado pela morte do menino. Mais de duas décadas após o ocorrido ninguém foi condenado pela sua morte e sua família ainda segue à espera de indenização.
A morte de Rodrigo gerou algumas ações do poder público de São Paulo: a proibição do uso de bandeiras com mastro nas torcidas, maior cuidado na separação entre as torcidas, e a percepção de que estádios acanhados não poderiam sediar jogos considerados clássicos.

## Homenagens
- Em sua homenagem, a prefeitura de São Paulo rebatizou o antigo Parque da Lagoa (que também era conhecido como Parque da Zatt) de Parque Rodrigo de Gásperi, como um alerta para a crescente onda de violência no futebol brasileiro[5].

- Há, também, um monumento em sua memória no Parque São Jorge, chamado de "Monumento à Paz[6].